# Gilgamesh (Fate/stay night)
(Gilgamesh, Fate/stay night)
Gilgamesh (ギルガメッシュ?, Girugamesshu), anche chiamato re degli eroi (英雄王?, Eiyū-Ō) o Archer (アーチャー?, Āchā) per via della sua classe, è un personaggio immaginario e uno degli antagonisti principali della visual novel Inglese Fate/stay night, scritta da Kinoko Nasu e illustrata da Takashi Takeuchi.
Il suo doppiatore ufficiale è Tomokazu Seki, mentre nelle trasposizioni animate edite in Italia è doppiato da Patrizio Prata.

## Creazione e sviluppo
Gilgamesh fu scelto come uno dei servant di Fate/stay night perché Kinoko Nasu e Takashi Takeuchi desideravano trovare un eroe più antico di Eracle, e anche per il nome armonioso del sovrano mesopotamico. Nasu richiese che indossasse un'armatura completamente dorata, poiché decise di basare il suo aspetto e il suo comportamento su quelli dello stesso personaggio, protagonista del videogioco arcade Druaga no tō: the Aegis of Uruk.

## Il personaggio
Gilgamesh è il grande re per metà uomo e per metà dio nato dall'unione tra il re di Uruk, Lugalbanda e la dea Rimat-Ninsun. Governò la città-stato sumera di Uruk, la capitale dell'antica Mesopotamia. Era un essere supremo e trascendentale, era così divino da essere per due terzi un dio e un terzo umano, nessun altro al mondo poteva eguagliarlo. Era ‘’il re degli eroi’’, possedeva tutti i tesori di questo mondo, il suo racconto è registrato nel più antico dei poemi epici dell'umanità, l'Epopea di Gilgamesh che ritrae Gilgamesh come un eroe, destinato a diventare un re e a raggiungere grandi imprese, è spinto ad affrontare il suo destino, affrontando sfide insieme al suo amico Enkidu.
Il suo titolo, re degli eroi, non è pensato per poterlo chiamare o considerare sia re che eroe, ma implica invece che sia il re di tutti gli eroi. È l'eroe più antico dell'umanità, l'origine di tutti i miti e il modello su cui si basano gli eroi, quindi la sua storia è stata copiata nelle mitologie di tutti i paesi del mondo. Gli eroi dei vari miti derivano dalla sua leggenda, ed è così che il suo Gate of Babylon possiede tutte le loro armi nobili.
Sebbene ci siano numerosi re con lo stesso titolo come il "re dei cavalieri" o il "re dei conquistatori", è l'unico in tutto il cielo e in tutta la terra a essere incoronato con il titolo di "re degli eroi".
Lui nacque con un corpo che era il più alto grado per gli standard mortali e la sua conoscenza poteva perfino raggiungere la ‘’verità’’. Gilgamesh era nato, e progettato, per essere il re e la chiave del cielo tra gli uomini e gli dei. Fu mandato per rassicurare gli umani e per far lasciare alla sua terra l'Era degli Dei. Era uno con il sangue di coloro che avevano governato e il sangue di coloro che avrebbero governato da lì in poi. Durante la sua infanzia, ha amato gli dei invece dell’umanità, ma gli dei hanno creato Enkidu per punire il re arrogante.
Enkidu osservò il giovane Gilgamesh, ma non riuscì a capire la necessità di punire un re così amabile e ideale, così elogiato e lodato dai suoi sudditi infatuati. Non poteva esserci difetto che richiedesse correzioni, e l'unico problema era che non si sottomise agli dei anche se li rispettava. Enkidu, nel mentre che osservava il ragazzo diventare un giovane uomo, fu però costretto ad ammettere che gli dei avevano ragione di essere preoccupati per lui. Praticando l'assolutismo, l'oppressione, la durezza, le tasse e la massima decadenza dal proprio interesse, la gente del regno si lamentava del cambiamento, e persino gli dei erano perplessi di quanto era grande la trasformazione, da loro prevista.
La ragione era semplicemente che era nato con la conclusione già tracciata, esistendo indipendentemente come un essere né completamente divino o né completamente umano, lui ha acquisito le caratteristiche di entrambi, quindi il suo campo visivo aveva raggiunto perfino quello che gli dei erano in grado di comprendere e gli umani no. Il suo potere opprimente generò un isolamento opprimente, ma la sua forza di per sé gli impedì di abbandonare la sua regalità o di fuggire dalla missione imposta su di lui. Attraverso la venerazione degli dei e l'amore degli umani, ha deciso di seguire la strada fino alla sua conclusione, deponendo gli dei e detestando l'umanità.
Gilgamesh incontrò Enkidu per la prima volta al di fuori del Tempio di Uruk, dove dichiarò immediatamente che avrebbe rimproverato il re e avrebbe corretto la sua arroganza. Entrarono in una battaglia che durò diversi giorni e Gilgamesh fu costretto a usare tutte le sue forze per eguagliare il suo avversario trasformatore. Era arrabbiato o sorpreso di aver trovato un suo pari per la prima volta, insultando Enkidu come una zolla di fango. Fu costretto a tirare fuori i suoi tesori che erano stati accuratamente riposti, segnando così il primo uso del Gate of Babylon, e nonostante fosse un'umiliazione riluttante e forzata all'inizio, alla fine iniziò a goderselo.
Alla fine finì le armi e ad Enkidu rimase solo con un decimo della sua argilla. Piuttosto che continuare, Gilgamesh si lasciò cadere all'indietro sulla schiena scoppiando a ridere, Enkidu segui il suo esempio. Notò che ci sarebbe stata solo una volta la possibilità di colpire ognuno di loro e, senza mezzi di difesa, avrebbe lasciato solo due cadaveri. Enkidu non fu mai in grado di interpretare se ciò significasse che era un pareggio o se Gilgamesh voleva farlo in modo che ci fosse un solo cadavere. Enkidu chiese: "Non ti penti dei tesori che hai speso?" a cui Gil rispose con voce brillante, "Perché, se c’è qualcuno su cui dovrei usarli, non è impensabile che io gli faccia il favore”.
Gilgamesh ed Enkidu divennero in seguito amici intimi, segnando la sola e unica storia di valore eternamente immutabile in tutto il mondo. Lavorarono fianco a fianco, e Gilgamesh notò che la sua cripta cominciava a diventare disordinata dopo aver iniziato a utilizzare le armi come proiettili, definendola una cattiva abitudine. Guardando verso Humbaba, il guardiano della foresta e la bestia degli dei, Gilgamesh decise di cercarlo e sconfiggerlo. Lo hanno fatto con la loro forza combinata, ma Enkidu è rimasto confuso dall'azione. Non era stato un ordine degli dei, e non avrebbe potuto essere per il suo popolo che soffriva sotto di lui.
Gilgamesh gli disse che era parte dell'eliminazione dei mali del mondo per proteggere Uruk, ma Enkidu non riusciva a capire perché si preoccupava di quelli che aveva tiranneggiato. Gilgamesh spiegò il suo modo di proteggere l'umanità, facendo sì che Enkidu realizzasse pienamente la fonte del suo isolamento. Enkidu dichiarò allora che Gilgamesh aveva intrapreso la strada dell'osservazione, facendo sorridere Gilgamesh in modo imbarazzevole. In risposta alla sua passione, Enkidu si impegnò per diventare uno strumento per Gilgamesh, ma Gilgamesh lo rimproverò, spiegandogli che era un suo amico, non un oggetto. Enkidu credeva che fosse l'unica volta in cui Gilgamesh avesse mai mostrato sollievo.
Divenne il più grande e più ricco re sulla Terra e alla fine acquisì tutti i tesori del mondo. Uruk divenne un regno incredibilmente prospero e Gilgamesh fu considerato così potente che persino gli dei non poterono ignorare la sua esistenza.
Dopo che Gilgamesh e Enkidu sconfissero Humbaba Ishtar, la dea della fertilità della mitologia sumera, ella si innamorò di Gilgamesh, ma lui rifiutò subito il suo amore per colpa della sua reputazione di strega. Ishtar allora si infuriò con lui e per vendetta chiese al padre, Anu, di scatenare sulla terra il “toro divino”.
L'inarrestabile bestia degli dei causò sette anni di fame e di distruzione sulla terra. Lavorando insieme, Gilgamesh ed Enkidu lo sconfissero dopo averlo vincolato con le Catene Celesti.
La reputazione di Ishtar fu di nuovo schiacciata e la sua furia non diminuì. Chiese che fossero messi a morte per il peccato di uccidere una bestia degli dei con il corpo di un umano. La sua richiesta fu accolta e Enkidu, creato dagli dei, non fu in grado di sfidare il decreto.
Si indebolì lentamente e fu restituito all'argilla, mentre Gilgamesh teneva disperatamente la zolla sgretolata tra le sue braccia. Era arrabbiato per questo, credendo di essere colui che meritava la punizione. Enkidu tentò di calmarlo dicendo a Gilgamesh che era solo uno dei tanti tesori nella collezione di Gilgamesh, che avrebbe trovato innumerevoli più grandi di lui a tempo debito. Gilgamesh invece dichiarò: "Tu hai valore, solo tu hai questo valore. Con la presente dichiaro: in tutto questo mondo, solo uno sarà mio amico, e nemmeno l’eternità cambierà il tuo valore”. In seguito, Enkidu tornò al suo stato originale, senza lasciare nulla dietro a se stesso tranne il grido fragoroso di Gilgamesh.
Fino a quel momento, Gilgamesh aveva vissuto secondo i suoi standard, collezionando ricchezze, combattendo con il suo amico e purificando la terra dai divieti. Enkidu tornando in polvere, incontrando la morte, cambiò notevolmente le sue opinioni. La morte non aveva mai ispirato dolore o paura in lui fino a quel momento, e non era mai esistito nemmeno una volta nella sua mente sebbene sapesse che tutto ciò lo attendeva. Vedere colui che gli ha tenuto uguale potere perire davanti ai suoi occhi gli permette di registrare per la prima volta la vera realtà della morte. La disperazione che Gilgamesh sentiva era perché vedeva la morte come una fuga dal suo dovere di osservatore dell'umanità; per compiere completamente la sua missione, doveva osservare il sentiero dell'umanità fino alla sua fine. Cadendo nella depressione e perduto il suo vigore, cercò l'erba dell'immortalità, un'erba spirituale.
La conosceva già da prima della morte di Enkidu e aveva pianificato di ottenerla per completare la sua collezione. Con una ragione per cercarlo, partì per l'Oltretomba. Cercò il saggio, Ziusudra, che era vissuto sin da quando aveva messo una grande quantità di animali su un'arca prima dell'arrivo di un diluvio che assalì la Terra. Si diceva che fosse l'unico sulla Terra a fuggire dalla morte e vivere fino al presente. Gilgamesh detestava e temeva la morte che gli aveva portato via il suo amico, facendolo spaventare per la propria vita per la prima volta dalla nascita. Proseguì allora il suo viaggio che durò la stessa quantità di tempo che aveva vissuto fino a quel momento.
Vagò per il deserto per decenni come descritto nell'epica, "arrancando pateticamente" mentre non pensava altro che al non morire. Aveva lo stesso movente di tutti gli umani, dato che nemmeno un figlio degli dei era diverso di fronte alla morte. Con una "idiozia che supera quella degli umani", ha continuato a tentare di superare la morte, gettando da parte l'orgoglio, l'autorità e il potere del re, senza conoscere uno scopo o qualcuno per cui farlo. La sua paura della morte era una delle ragioni delle sue azioni, ma anche lui detestava la morte perché non poteva perdonare se stesso per aver smesso di osservare il futuro.
Alla fine raggiunse il regno dei morti e scoprì incontrandosi con Utnapishtim che la sua forma di immortalità non era affatto speciale. Utnapishtim aveva guadagnato la longevità unendosi ai ranghi degli dei, diventando quasi una pianta nel processo. Gilgamesh respinse tale immortalità perché doveva essere immortale con i desideri di un essere umano ancora intatto, piuttosto che semplicemente vivere eternamente in un corpo senza appetito, semplicemente programmato di lasciare la malavita e tornare su Uruk per portare a termine il suo magazzino, ma Utnapishtim, essendo diventato dubbioso per aver rifiutato il suo modo di esistere o forse per condannare uno che aveva negato l'immortalità degli dei per la stessa esistenza, ha detto a Gilgamesh un segreto.
L’esistenza di una pianta che dava l’immortalità senza cercare la misericordia degli dei, Gilgamesh la raccolse solo come una decorazione per il suo magazzino.
Con la capacità di elevarsi al di sopra della "morte", le voci e le acclamazioni del popolo di Uruk avrebbero raggiunto un livello senza precedenti al ritorno con l'immortalità. Descrivendosi come se fosse "l'avventatezza della giovinezza", la vanità lo seguì presto e divenne infastidito dal suo stato lacerato a cui non aveva risparmiato un sol pensiero fino a quel momento. Desiderava purificarsi prima di tornare a Uruk per testare i frutti del suo lavoro in perfette condizioni, quindi si riposò in un'oasi vicina per riprendersi dalla fatica accumulata in decenni di ricerche. A quel punto provò un certo sentimento che credette di essere il suo primo vero sentimento di gioia.
Mentre l'acqua lo guariva, si sentì per la prima volta estasiata per una qualsiasi delle sue conquiste, poiché l'atto di accumulare tesori è come un istinto simile al respirare che non gli dà gioia. L'azione di ottenere l'immortalità fu la prima volta che fu grato di essere nato nel mondo perché, nonostante avesse rivendicato la prospettiva degli umani, credeva di non essere umano sino a quel momento. Si sentiva libero da tutto, senza dubbi, paure, fissazioni o doveri. Sopraffatto dalla sensazione di onnipotenza, descrisse il sentimento come vitale, la ricompensa del suo desiderio di sé e la convinzione di poter fare ciò che gli piaceva con quella gioia per l'eternità.
Ma durante quella gioia Gilgamesh non si accorse di un serpente affamato attratto dall'odore della pianta, Gilgamesh uscì subito dal oasi, ma era troppo tardi il serpente mangio l’erba, ma invece di ottenere l’immortalità, ringiovanì e di lui rimase solo la pelle. Gilgamesh fu poi colpito dalle risate durante quell'evento, dell'assurdità e della conclusione in tutto ciò che aveva da guadagnare e da tutto ciò che era orgoglioso di essere "nulla". Rise della sua stessa follia fino a quando i suoi fianchi non lì fecero male.
Sebbene non era in grado di ottenere nulla, capì che la sua unica ricompensa era che non sarebbe rimasta una sola cosa per lui. L'adempimento nella vita e nella gioia che ottenne per la prima volta svanì istantaneamente, facendoli capire che era la natura del mondo umano. Rendendosi conto che l'immortalità non era necessaria al suo dovere, in quel momento era nato come un essere umano e così morì da umano dopo aver appreso la gioia. Sebbene fosse stato "completo fin dalla nascita", ebbe anche i suoi tempi di inesperienza. Prendendo quasi la totalità della sua vita per completare il suo sviluppo, raggiunse la maturità fisica nel tempo e con Enkidu la maturità mentale in quel momento, segnando la fine della sua giovinezza.
il sole si era alzato, e sorridendo al momentaneo momento di gioia umana, tornò ad Uruk. Segnando la fine delle sue avventure, governò Uruk come sovrano degli eroi e lo portò a termine. Poi tornò per recuperare l'erba ancora una volta semplicemente per completare la sua collezione e per la possibilità che si trovasse in una situazione che poteva tollerare solo da bambino. Sebbene fosse ancora severo, governò Uruk in silenzio, affidandolo al prossimo re prima di andare al suo riposo eterno senza dire dove si trovasse l'erba. È diventato l'eroe più antico dell'umanità e il re illustre che è stato il primo in questo mondo a "diventare una storia" a diventare un eroe.

### Quarta Guerra del Santo Graal

Copertina del sesto volume dell'edizione italiana del manga di Fate/Zero, raffigurante Gilgamesh e Tokiomi

Gilgamesh viene evocato come servant per la prima volta da Tokiomi Tōsaka, patriarca della famiglia Toshaka, durante la quarta guerra del Santo Graal di Fuyuki nel 1994, usando come catalizzatore la pelle fossilizzata del serpente che mangiò la pianta dell'immortalità.
Duranti i primi giorni della guerra Gilgamesh non fa altro che fare sfoggio della propria forza e della propria superbia con selvaggi combattimenti contro Berserker e prendendo parte alla famosa discussione sul ruolo del re come sovrano e guida con Rider, il "re dei conquistatori" e Saber il "re dei cavalieri".
Ma al contempo Gilgamesh inizia ad avere alcune riserve contro il proprio master, vedendolo come un uomo debole e inadatto ad avere potere decisionale sul leggendario re degli eroi, fattore che raggiunge il culmine durante la battaglia sul fiume di Fuyuki contro la mostruosità evocata da Caster, dove il proprio Master era sul punto di costringerlo con gli incantesimi di comando ad utilizzare Ea la sua orma nobile. Durante quei giorni Gilgamesh stringe però amicizia con l'allievo di Tokiomi, anch'esso un master, un giovane Kotomine Kirei. Il rapporto tra i due diventa sempre più stretto e intimo, soprattutto durante le bevute di vino pregiato, dove per entrambi espongono alla luce del sole i loro dubbi e i loro veri desideri. Infine, nel momento in cui Kirei perde il suo servant Assassin, Gilgamesh riesce a convincerlo nel compiere il gesto estremo di pugnalare alle spalle il proprio maestro uccidendolo e potendo finalmente recidere un contratto col servant.
A quel punto la guerra continua fino all'ultima notte, dove nel municipio di Fuyuki avviene la battaglia finale con Saber, durante il quale il graal corrotto verrà distrutto dalla ragazza facendo affogare Gilgamesh e Kirei nel liquame di malefici e maledizioni liberate dalla reliquia che inoltre provocherà il cataclisma conosciuto come il grande incendio di Fuyuki city. Sia il master e il servant riusciranno a salvarsi dalla morte venendo a loro volta corrotti dal graal e risvegliandosi durante l'incendio. Entrambi hanno compreso l'enorme potere che concerne il graal e per impossessarsene attenderanno dieci lunghi anni, nell'attesa che la nuova guerra inizi.

### Quinta guerra del Santo Graal

#### RouteFate
In Fate, Gilgamesh fa la sua comparsa la notte del tredicesimo giorno di guerra, intervenendo durante l'assedio di Villa Emiya da parte di Caster, la quale cade sotto i violenti attacchi del Gate of Babylon. Mostrandosi davanti a Saber, quest'ultima rimane sconcertata nel vederlo in vita, avendolo sempre creduto morto 10 anni prima alla fine della quarta guerra, ma resta ben più sconcertata quando, lasciando il campo di battaglia, il servant dorato afferma che la renderà sua sposa.
La notte successiva, dopo l'appuntamento e il successivo litigio fra Shiro e Saber, si mostra a loro alla base del ponte di Fuyuki, dove ingaggia un combattimento tra i due. Shiro resta gravemente ferito mentre Saber viene quasi sconfitta dall'Enuma Elish di Ea di Gilgamesh. Solo la forza di volontà di Shiro e la scoperta del fodero Avalon impiantato nel suo corpo farà ritirare Gilgamesh che giurerà vendetta contro di loro.
L'ultimo giorno Gilgamesh compare nelle segrete della chiesa di Fujuki, dove oltre a rivelarsi il servant di Kotomine Kirei si viene a conoscenza del fatto che l'energia che gli consente di restare sulla terra è estratta dai bambini orfani salvati dal grande incendio di 10 anni prima e consegnati alla chiesa come un orfanotrofio. In quel frangente Shiro e Saber si ritrovano contro sia Gilgamesh e Lancer, ma fortunatamente quest'ultimo decide di sua volontà di ribellarsi a Kirei e per permettere ai due di fuggire, ingaggia un furioso combattimento con l'eroe sumero che si protrae per otto ore ma venendo infine sconfitto.
Durante l'ultima notte avviene lo scontro decisivo in due combattimenti paralleli tra Gilgamesh contro Saber e al contempo Shiro contro Kirei. Inizialmente Gilgamesh sembra avere la meglio mettendo all'angolo la ragazza credendo di avere ormai la vittoria in pugno e lasciandosi uscire diverse considerazioni sul Graal e sul fatto che un tale potere farebbe rendere pazzo qualsiasi eroe, a parte ovviamente il solo re degli eroi. Saber riesce a sconfiggere Gilgamesh utilizzando Avalon, precedentemente restituito da Shiro, permettendo a Saber di guarire e di equipaggiarlo con Excalibur. A quel punto è troppo tardi, Gilgamesh preso alla sprovvista cerca di difendersi attaccando con Ea, ma viene colpito dall'arma nobile della ragazza, venendo finalmente sconfitto e svanendo, non prima di essersi complimentato con la rivale.

### Vera e Falsa Guerra del Santo Graal
Gilgamesh viene nuovamente evocato da un mago che usa come catalizzatore la chiave della sua volta del tesoro trovata da un suo antenato, non avendo più alcun ricordo delle fatti di Fuyuki. Il suo Master, tuttavia, viene ucciso da Tiné Chelc che ne prende il posto, chiedendogli solamente di aiutare lei e la sua tribù indigena a riprendersi la loro terra dall'organizzazione di maghi statunitensi sostenuta dal governo di Snowfield. Scoperto che è presente anche Enkidu, Gilgamesh diventa più tranquillo al punto da abbandonare la sua presunzione e noncuranza; in particolare prende misure circospette per proteggere Tiné, assicurandosi di esserle vicino e dandole uno dei suoi tesori per proteggerla, dimostrandosi più tollerante e indulgente nei suoi confronti poiché, dal suo punto di vista, è solo una bambina. Ha un breve scontro con Enkidu interrotto a causa della presenza del Falso Rider e, cercando di attirare quest'ultimo, finisce per confrontarsi con Alcide, cui si aggiunge anche Ippolita finché non vengono fermati da Francesco Prelati. Durante la battaglia per la sicurezza di Tsubaki Kurouka tra Alcide contro il Clan Calatin e Jack lo squartatore, sconfigge Riccardo e si prepara a combattere di nuovo contro il Vero Archer, ma Ishtar disattiva il suo Gate of Babylon con la chiave che aveva gettato in precedenza, finendo per essere colpito dalle frecce avvelenate del suo avversario e impalato da Huwawa per, poi, essere trasportato nel mondo onirico di Tsubaki. Viene riportato nel mondo reale da Tiné grazie a un Incantesimo di comando, procedendo subito a curarlo aiutata da Enkidu e dal suo Master lupo. Il processo lo fa rivivere sotto la classe Alter Ego, divenendo più giovane ma perdendo i suoi tratti divini: ciò lo priva della sua arroganza e mostra rispetto verso gli altri, arrivando persino a chinare la testa di fronte ai nemici che stima.

## Abilità e poteri

### Gate of Babylon
Il Gate of Babylon (王の財宝?, Ō no zaihō, lett. "Il tesoro del re") è il magazzino costruito per conservare tutti i tesori del mondo che ha collezionato, indicato come la "Porta Divina" che apre un portale invisibile direttamente nel magazzino e permette al contenuto di passare a comando del possessore. Normalmente lo usa come arma, scagliando un gran numero di lance e spade da esso (è questo che lo fa cadere nella classe Archer), ma in un'occasione ha estratto dal suo tesoro del vino pregiato.

### Enuma Elish
Enuma Elish (天地乖離す開闢の星?, Tenchi kairisu kaibyaku no hoshi, lett. "La stella della creazione che separò il cielo dalla terra") è l'arma nobile più potente presente nel Gate of Babylon. A differenza di tutte le altre sue armi senza nome che potevano essere trasmesse ad altri detentori nel corso della storia, è una spada che solo Gilgamesh possiede, un'esistenza completamente unica che può essere posseduta solo da lui. Ha una forma anomala che non corrisponde a ciò che normalmente sarebbe classificato come qualcosa che viene indicato come una spada. È qualcosa che è nato prima della comparsa del concetto che di cosa e come, in questo mondo, fosse una "spada", quindi non è un qualcosa che può essere veramente chiamata ‘’spada’’ o avere la forma di una lama conosciuta. Gilgamesh lo considera il suo tesoro più grande e fidato accanto a Enkidu, uno dei pochi che si fida implicitamente e che viene usato solo contro coloro che ritiene degni di affrontarlo. La spada stessa non ha nome, Gilgamesh ha semplicemente deciso di chiamarla Ea (乖離剣?, Kairi ken, lett. "La spada della separazione"). Non appare in nessuna leggenda moderna, cristallizzata durante l'epoca degli dei all'inizio del mondo. È la spada primordiale che è l'attualizzazione delle opere di un dio registrato prima che l'umanità iniziasse, ed è ciò che ha diviso il senza forma in un distinto cielo e terra nell'antica Mesopotamia. È un costrutto divino creato da un dio, i nomi dati alla spada e alla sua abilità da Gilgamesh sono considerati riferimenti al Grande Dio della Terra e dell'Acqua, Ea.

### Statistiche
| Master       | Tokiomi Toshaka | Kotomine Kirei |
| Allineamento | Caotico buono   | Caotico buono  |
| Forza        | B               | B              |
| Resistenza   | B               | C              |
| Agilità      | B               | C              |
| Mana         | A               | B              |
| Fortuna      | A               | A              |

### Abilità di classe
- Azione indipendente A+: Gilgamesh può spostarsi in modo perfettamente autonomo senza bisogno di restare vicino alla sua fonte di energia magica, ovvero il Master.
- Resistenza magica A: Gilgamesh è immune ad ogni incantesimo

## Accoglienza
Fin dall'uscita della novel nel 2004, Gilgamesh ha sempre ottenuto una grande popolarità tra gli appassionati, grazie soprattutto al suo carisma e al suo caratteristico modo di comportarsi e di relazionarsi tra i vari personaggi. Successivamente, con le diverse trasposizioni animate della saga, il personaggio ha ottenuto un incremento della propria fama in tutto il mondo, diventando in tutti gli effetti una delle mascotte ufficiali della saga Fate/ e un'icona della cultura pop e Otaku.
Il personaggio è stato citato da diversi autori e da molti artisti in diverse opere di diversa natura mediatica, soprattutto la sua arma nobile più caratteristica, il "Gate of Babylon", è stato soggetto di molte citazioni e parodie nel mondo dei manga e degli anime, come nella light novel Noucume e nel manga Keijo!!!!!.
Durante il TYPE-MOON Fes. 10th Anniversary Event il personaggio di Gilgamesh si è candidato al nono posto nella classifica dei migliori personaggi dell'intero Nasuverse.

### Critica
Il personaggio negli anni è stato analizzato criticamente venendo lodato da molti giornalisti del settore, e venendo quasi sempre annoverato tra i più grandi cattivi degli anime e dei manga, finendo inserito in classifiche in compagnia di nomi illustri come Vegeta e Light Yagami.
Il giornalista di Anime News Network Carl Kimlinger ha analizzato la psicologia del personaggio riscontrando nella sua superbia elementi tipici dell'Hybris Aristotelico lodando il lavoro di Kinoko Nasu nella sua profonda caratterizzazione, in perfetta armonia con le azioni svolte durante la narrazione.
Al contrario il famoso autore giapponese Gen Urobuchi (autore di Fate/Zero) si è espresso in modo abbastanza freddo riguardo al personaggio, affermando di trovarlo fin troppo carismatico e dando la colpa all'aura di superficialità e onnipotenza che lo circonda. Aggiungendo inoltre di aver cercato di donare umanità al personaggio durante la stesura delle light novel senza riuscirci appieno, constatando la stabilità del proprio ruolo durante tutta la saga e accettando infine la sua natura da antagonista e la sua concezione distorta dell'umanità. Non mancando comunque di complimentarsi con Nasu per il brillante lavoro svolto.